# Resan till landet Längesen
Resan till landet Längesen är en barnbok och bilderbok från 1923. Den är skriven och illustrerad av Elsa Beskow.

## Handling
Boken handlar om de två barnen Kaj och Kajsa. De bor i närheten av en kullfallen trädstam, som de brukar leka på. Deras granne är en trollgubbe som en dag förtrollar stammen så den blir till en flygande och talande drake. På draken ger sig Kaj och Kajsa iväg på ett äventyr till landet Längesen.